# 池田一義
池田　一義（いけだ かずよし、1957年（昭和32年）1月14日） – ）は、日本の実業家。
株式会社埼玉りそな銀行シニアアドバイザー。明治大学商学部卒。埼玉県商工会議所連合会会長。さいたま商工会議所会頭。

## 人物・略歴
1957年、東京都出身。1981年、明治大学商学部卒業。
1981年4月 – 埼玉銀行 入行
1996年11月 – あさひ銀行 三鷹支店長
1998年11月 – 同 企画部副部長
2002年4月 – 同 秘書室長
2004年4月 – りそなホールディングス 執行役（りそな銀行兼務）
2009年6月 – りそな銀行 常務執行役員（兼）
2010年6月 – 埼玉りそな銀行 取締役（兼）
2011年6月 – りそな銀行 取締役兼専務執行役員（兼）
2013年4月 – 埼玉りそな銀行 代表取締役副社長兼執行役員
2014年4月 – 同 代表取締役社長
2020年4月 – 埼玉りそな銀行 取締役会長
2022年6月 - 同 シニアアドバイザー(現職)

その他主な団体役職（現職）
2019年6月 – 埼玉県共同募金会 会長
2019年11月 – 埼玉県商工会議所連合会 会長
2019年11月 – さいたま商工会議所 会頭
2019年11月 – 日本商工会議所 常議員
2019年11月 – JETRO埼玉貿易センター 会長
2020年6月　埼玉県防衛協会　会長
2021年5月　浦和法人会　会長
2021年6月　全国法人会総連合　副会長•埼玉県法人会連合会　会長
2022年5月　埼玉医科大学　理事
2022年7月　ＮＴＴデータ経営研究所　特別顧問

## 概要
1957年、東京都出身。1981年、明治大学商学部を卒業後、埼玉銀行（りそなホールディングス）入行。2004年りそなホールディングス執行役、2011年りそな銀行取締役専務執行役員、2013年埼玉りそな銀行副社長を歴任後、2014年に同社長に就任。2020年4月に同取締役会長に就任。

## 参考リンク
- 日本経済新聞